# Mississippi (fluviu)

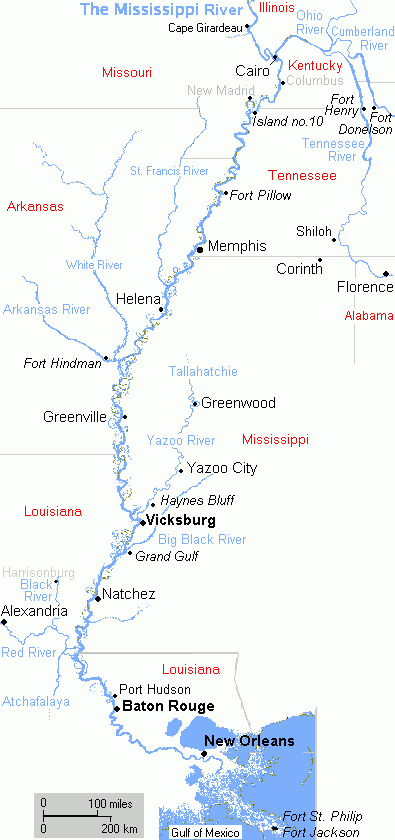
Mississippi

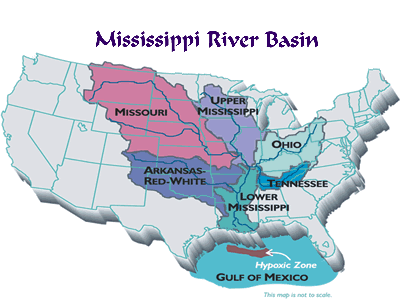
Bazinul și sub-bazinele fluviului Mississippi

Mississippi [ˌmɪsɪˈsɪpɪ] (în engleză Mississippi River) este un fluviu din America de Nord (SUA) cu o lungime de  3.778 km.  Mississippi izvorăște din Lacul Itasca în partea de nord a statului Minnesota. Se unește cu afluenții săi principali Missouri și Meramac lângă orașul St. Louis, Missouri, iar cu Ohio în statul Illinois. În afară de regiunea Marilor Lacuri fluviul asigură cu apă întregul ținut dintre Munții Stâncoși în vest și Munții Apalași în est.
Fluviul Mississippi curge prin zece state nord americane Minnesota, Wisconsin, Iowa, Illinois, Missouri, Kentucky, Arkansas, Tennessee, Mississippi și Louisiana, înainte de vărsarea sa printr-o deltă largă, la circa 160 km în sudul orașului New Orleans în Golful Mexic.

## Izvorul
Spre deosebire de alte fluvii mari, Mississippi nu are mai multe izvoare. El izvorăște din lacul Itasca sub forma unui pârâu cu o lățime de 5 m. Coordonatele lacului sunt  47° 15' latitudine nordică și 95° 12' longitudine vestică, fiind situat la o altitudine de 512 m.

## Etimologie
Numele fluviului provine din limba indienilor Algonkin, din combinația cuvintelor  messe = mare și sepe = apă.
Fiind frecvent tradus din această limbă ca „Tatăl apelor”. O altă posibilitate ar fi proveniența numelui din limba indienilor  Anishinabe și anume Messipi = „Marele Râu”

## Afluenți
Afluenți pe stânga:
- Râul St. Croix
- Black River
- Râul Chippewa
- Râul Rock
- Râul Wisconsin
- Illinois River
- Râul Kaskaskia
- Râul Ohio
- Hatschie River
- Râul Yazoo
- Big Black River

Afluenți pe dreapta:
- Râul Minnesota
- Root River
- Turkey River
- Iowa
- Des Moines
- Skunk River
- Salt River
- Missouri
- Râul St. Francis
- White River
- Râul Arkansas
- Red River

## Delta fluviului
Mississippi se varsă sub forma unei delte cu o suprafață de 28.600 km², cea mai mare gură de vărsare din lume. Fluviul la vărsare este compus din cinci brațe principale pe teritoriul statelor  Louisiana, Arkansas și Tennessee.
Cantitatea zilnică de sediment adus de fluviu fiind de 1,5 milioane de tone. Inundațiile periodice cu depuneri de mâl, face ca aceste regiuni să fie deosebit de fertile, regiunea este bogată în pește (1 miliard de kg de pește anual)
Cultivarea în regiunea deltei este favorabilă culturii de: orez, bumbac, trestie de zahăr și soia.
O problemă a acestei regiuni este scufundarea treptată a uscatului care duce la urcarea nivelului marin cu apă sărată eutrofie.

## Adâncime
La izvorârea sa din Lacul Itasca, Mississippi are o adâncime de aproximativ 0,9 m. Adâncimea medie a râului Mississippi între Saint Paul și Saint Louis este cuprinsă între 2,7-3,7 m, partea cea mai adâncă fiind Lacul Pepin, care are 6–10 m adâncime medie și o adâncimea maximă de 18 m. Între Saint Louis, unde râul Missouri se varsă în Mississippi, și Cairo, Illinois, adâncimea este în medie de 9 m. În aval de Cairo, Illinois, după confluența râului Ohio, adâncimea medie este de 15-30 m. Cea mai mare adâncime a fluviului Mississippi este în apropiere de New Orleans (la Algiers Point), unde acesta ajunge până la 60 m adâncime.

## Localități de pe Mississippi
| - Bemidji, Minnesota - Grand Rapids, Minnesota - Jacobson, Minnesota - Palisade, Minnesota - Hassman, Minnesota - Aitkin, Minnesota - Riverton, Minnesota - Brainerd, Minnesota - Fort Ripley, Minnesota - Little Falls, Minnesota - Sartell, Minnesota - St. Cloud, Minnesota - Coon Rapids, Minnesota - Monticello, Minnesota - Minneapolis, Minnesota - Saint Paul, Minnesota - Nininger, Minnesota - Hastings, Minnesota - Prescott, Wisconsin - Prairie Island, Minnesota - Diamond Bluff, Wisconsin - Red Wing, Minnesota - Hager City, Wisconsin - Maiden Rock, Wisconsin - Stockholm, Wisconsin - Lake City, Minnesota - Maple Springs, Minnesota - Camp Lacupolis, Minnesota - Pepin, Wisconsin - Reads Landing, Minnesota - Wabasha, Minnesota - Nelson, Wisconsin - Alma, Wisconsin - Buffalo City, Wisconsin - Weaver, Minnesota - Minneiska, Minnesota - Fountain City, Wisconsin - Winona, Minnesota - Homer, Minnesota - Trempealeau, Wisconsin - Dakota, Minnesota - Dresbach, Minnesota - La Crescent, Minnesota | - La Crosse, Wisconsin - Brownsville, Minnesota - Stoddard, Wisconsin - Genoa, Wisconsin - Victory, Wisconsin - Potosi, Wisconsin - De Soto, Wisconsin - Preston, Iowa - Lansing, Iowa - Ferryville, Wisconsin - Lynxville, Wisconsin - Prairie du Chien, Wisconsin - Marquette, Iowa - McGregor, Iowa - Wyalusing, Wisconsin - Guttenberg, Iowa - Cassville, Wisconsin - Dubuque, Iowa - Galena, Illinois - Bellevue, Iowa - Savanna, Illinois - Sabula, Iowa - Fulton, Illinois - Clinton, Iowa - Cordova, Illinois - LeClaire, Iowa - Bettendorf, Iowa - East Moline, Illinois - Moline, Illinois - Davenport, Iowa - Rock Island, Illinois - Buffalo, Iowa - Muscatine, Iowa - New Boston, Illinois - Keithsburg, Illinois - Oquawka, Illinois - Burlington, Iowa - Dallas City, Illinois - Fort Madison, Iowa - Nauvoo, Illinois - Keokuk, Iowa - Warsaw, Illinois - Quincy, Illinois - Hannibal, Missouri | - Louisiana, Missouri - Clarksville, Missouri - Portage Des Sioux, Missouri - Alton, Illinois - St. Louis, Missouri - Ste. Genevieve, Missouri - Kaskaskia, Illinois - Chester, Illinois - Grand Tower, Illinois - Cape Girardeau, Missouri - Thebes, Illinois - Commerce, Missouri - Cairo, Illinois - Wickliffe, Kentucky - Columbus, Kentucky - Hickman, Kentucky - New Madrid, Missouri - Tiptonville, Tennessee - Caruthersville, Missouri - Barfield, Arkansas - Tomato, Arkansas - Osceola, Arkansas - Reverie, Tennessee - Memphis, Tennessee - West Memphis, Arkansas - Tunica, Mississippi - Helena-West Helena, Arkansas - Napoleon, Arkansas (historical) - Arkansas City, Arkansas - Greenville, Mississippi - Vicksburg, Mississippi - Waterproof, Louisiana - Natchez, Mississippi - Morganza, Louisiana - St. Francisville, Louisiana - New Roads, Louisiana - Baton Rouge, Louisiana - Donaldsonville, Louisiana - Lutcher, Louisiana - New Orleans, Louisiana - Pilottown, Louisiana - La Balize, Louisiana (historical) |

## Istoric
Înainte de sosirea primilor coloniști spanioli, între anii 700 și 1600 a existat pe cursul fuviului o cultură dezvoltată.
Hernando de Soto la 8 mai 1541 a fost primul european, care descoperă si numește fluviul Rio de Espiritu Santo. În anul  1673 pornesc o expediție Louis Joliet și Jacques Marquette de cercetare a regiunii, una dintre cele mai mari expediții de cercetare de pe Mississippi. Primul european care ajunge în delta fluviului a fost René-Robert Cavelier, Sieur de La Salle în 1683.
O lungă perioadă de timp, fluviul a format granița între regiunile colonizate de europeni și teritoriul indian Cherokee prevăzut ca rezervație indiană.
Fluviul are și o mare importanță comercială cu privire la transportul pe apă, având un rol important în războiul civil american.
Din anul 1812 circulă pe fluviu vaporul cu roată de propulsie a lui Robert Fulton făcând ruta între New Orleans și Natchez. Până în 1817 erau deja pe fluviu 17 vapoare cu abur, în anul următor deja 31, în 1820 erau 69, ca în anul 1850 să se atingă cifra de 740 de vapoare cu aburi. Rutele mai frecvente erau între New Orleans și Louisville, sau între New Orleans și Natchez. În afară de călători, se transportau pe vase mari cantități de bumbac.
Traficul fluvial scade după apariția căii ferate, în 1838 fiind construită prima linie de cale ferată între Vicksburg-Jackson. Fluviul devine mai cunoscut prin povestirile romancierului american Mark Twain.